# Mauspfad

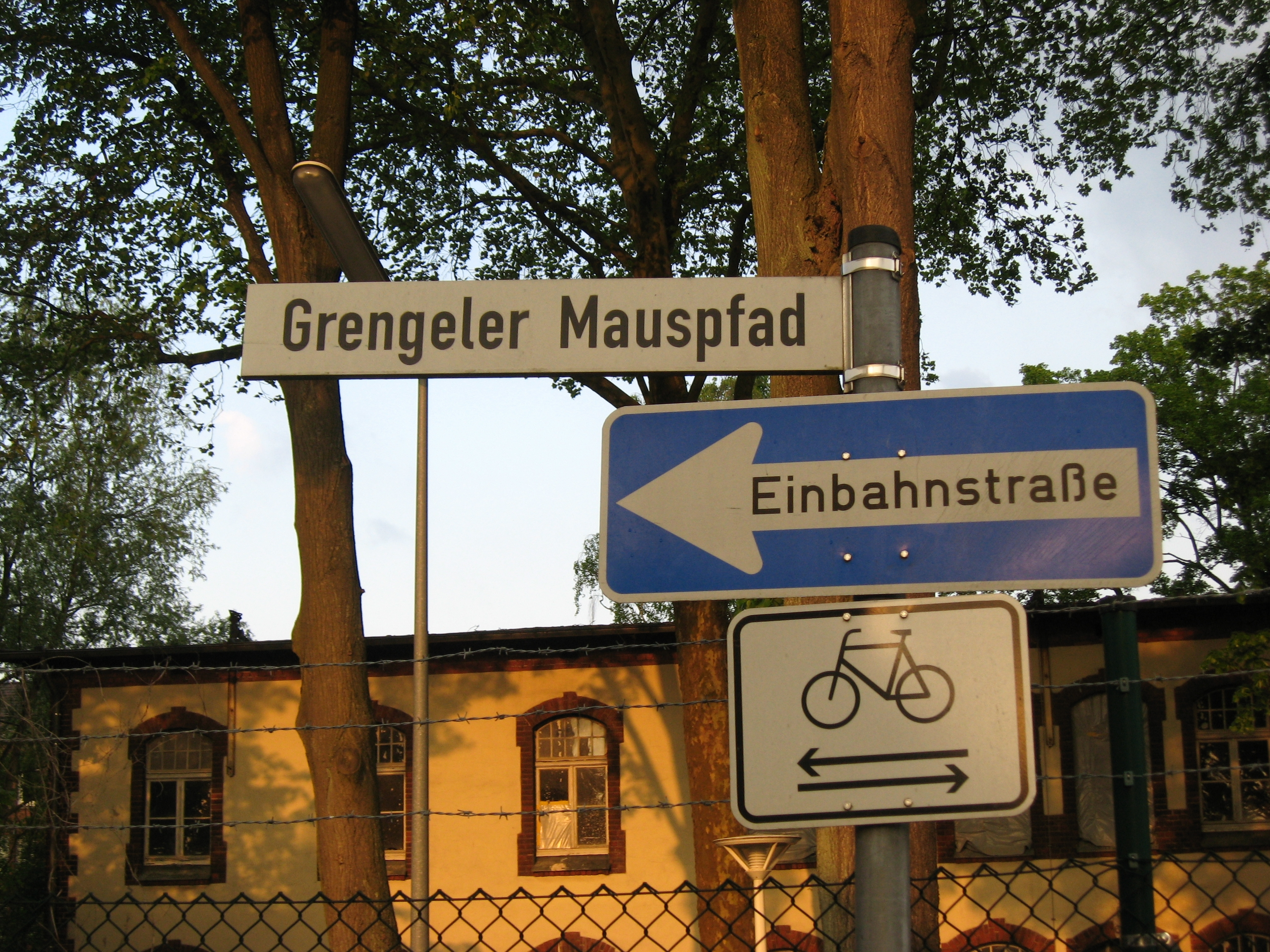
Der (Grengeler) Mauspfad in Köln-Wahnheide

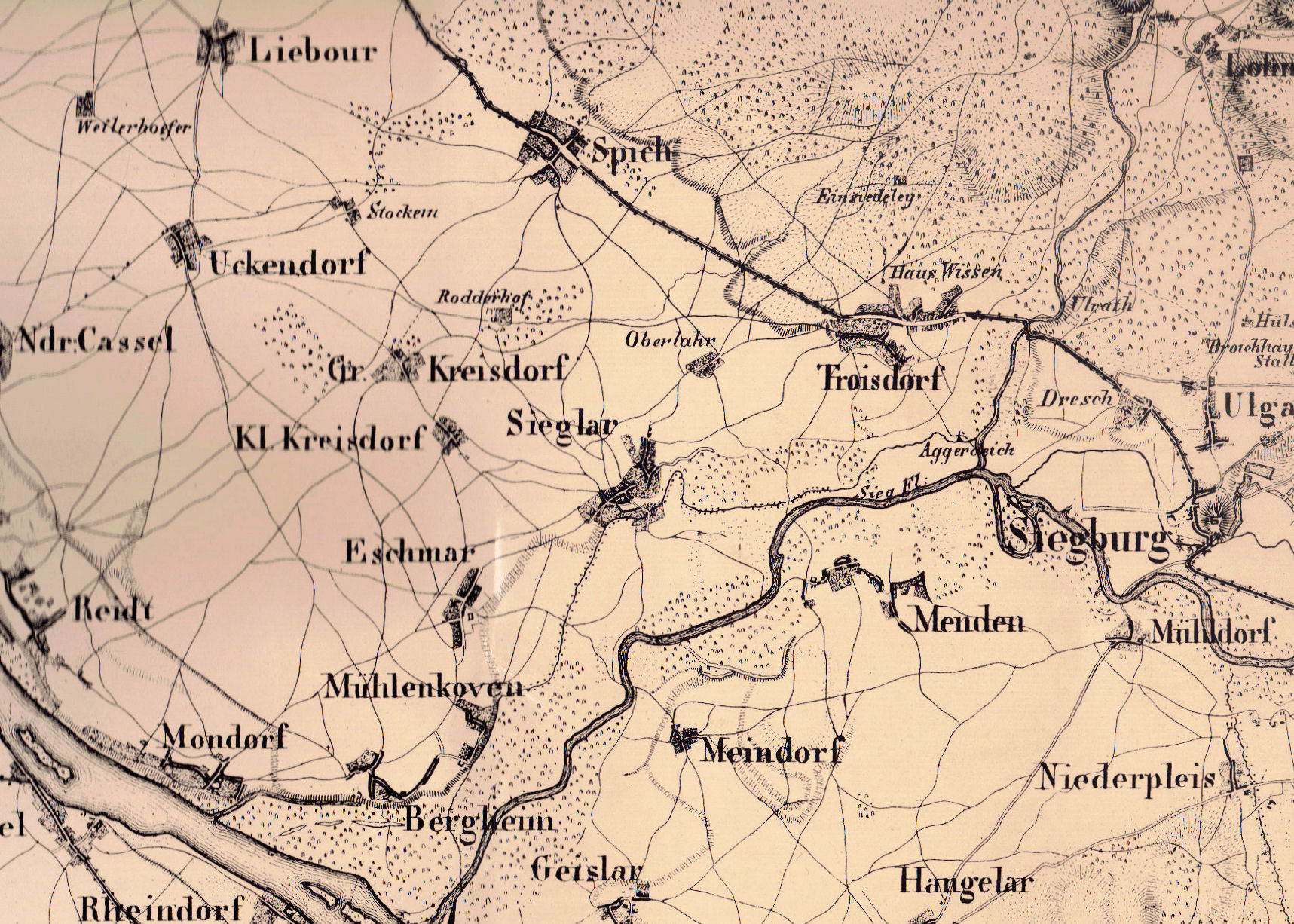
Verlauf des Mauspfads von Siegburg bis Spich – ab Haus Wissen etwa parallel zur Frankfurt-Kölner Straße (Tranchot/v. Müffling 1816–1828)

Der Mauspfad gehört zu den Altstraßen und historischen Handelswegen im Rheinland.
Neben den Alten Kölnischen Landstraßen war er ein Teil des mittelalterlichen rechtsrheinischen Wegenetzes. Der Mauspfad verband den Rheingau über Limburg an der Lahn, Altenkirchen, Siegburg, Köln-Dünnwald, Opladen, Langenfeld und Hilden mit Duisburg, wo er den Hellweg erreichte. Südlich von Limburg ist der Weg unter dem Namen Hühnerweg, Hühnerstraße oder auch Mainzer Straße bekannt, nördlich von Hilden trägt er den Namen Butenweg. Nur für das Stück zwischen der Sieg und Hilden hat sich der Name Mauspfad eingebürgert. Im rechtsrheinischen Köln verläuft der Mauspfad unmittelbar am ehemaligen Ufer des Urstromes des Rheines entlang und ist nach den jeweiligen Örtlichkeiten benannt (Beispiele: Dünnwalder Mauspfad, Dellbrücker Mauspfad).
Ein Charakteristikum dieses Weges ist, dass er auf der gesamten Länge zwischen Sieg und Ruhr von (keltischen) Siedlungs- und Grabfunden begleitet wird. Deren Datierung in die Hallstattzeit und La-Tène-Zeit gestattet es, ein vergleichbares Alter für den Mauspfad anzunehmen. Wegen der vielen Gräberfelder wurde zudem der Begriff einer bäuerlichen Totenstraße oder Gräberstraße geprägt. Da der Mauspfad keine Funde aus der Steinzeit aufweist, ausgenommen am Rosendahlsberg (Neuburger Hof) in Langenfeld, darf seine Existenz erst seit der Eisenzeit als gesichert gelten.

## Bedeutung und Entwicklung
Den Mauspfad darf man sich nicht als eine Straße im heutigen Sinn vorstellen, vielmehr war er ein Weg, der durch vielfaches Begehen und teils durch Pflegemaßnahmen, etwa das Schneiden des Unterholzes, freigehalten wurde. Für solche Pflegemaßnahmen wurde an Zollhäusern Maut erhoben. Trotz seiner geringen Breite spielte der Weg mutmaßlich eine große Rolle in der früheisenzeitlichen Erschließung der rechtsrheinischen Heideterrasse; er war möglicherweise sogar der Hauptweg, über den südländische Kultur in den Norden vordrang. Zur Hansezeit bildete der Mauspfad den rheinischen Teil des wichtigen Verkehrsweges zwischen Köln, Essen, Dortmund und Soest und weiter in Richtung Hamburg, Bremen und Lübeck. Auf einigen Abschnitten dieses Weges verlief in späterer Zeit auch der ebenfalls historische Fernhandelsweg von Genua über den Kleinen St. Bernhard, Basel, Mainz, Siegburg bis in die Niederlande. Diese Straßenverbindung, die einstige Via Publica, nachmals zwischen Köln und Arnheim Köln-Arnheimer Chaussee genannt, ist in etwa identisch mit der heutigen B 8. Ein Grund für den Aufschwung der neuen Handelsroute, verbunden mit dem gleichzeitigen Niedergang des Mauspfades, war die Schlacht von Worringen und der anschließende Aufstieg Düsseldorfs zur späteren Residenzstadt. Dadurch verlagerte sich der Verkehr auf die neue Verbindung über Düsseldorf.

## Name
Der Name des Weges hat vermutlich nichts mit Mäusen zu tun, auch wenn im Mittelalter Waren zur Umgehung von Steuern, Zoll und Maut um Köln herum „wie von Mäusen“ geschmuggelt worden sein sollen. Die Vermutung, dass Maus sich vom Wort Maut = Wegezoll ableiten könnte, findet mehr Anhänger. In diesem Zusammenhang wird gerne der Binger Mäuseturm angeführt, der ein Mautturm im Rhein gewesen ist. Aus den Überlegungen zur Verbindung mit Maut leitet sich zum Teil sogar die Auffassung ab, der Mauspfad sei eine alte Zollgrenzlinie. Mancher interpretierte deshalb schon den Mauspfad als einen Grenzweg des Römischen Reiches, und es wurde darüber hinaus sogar vermutet, der Mauspfad sei die Fortsetzung des römischen Limes.
An Gewicht verlieren diese Deutungen jedoch, wenn sprachlich von einer Verwandtschaft von Maus = Moos = Moor ausgegangen wird. Philipp Wyrich hat ausgeführt, dass eine sprachliche Verbindung von Moos, Muus, Morast und Sumpf bestehe (benannte Beispiele aus Süddeutschland: Erdinger Moos, Dachauer Moos, Schwenninger Moos). Auch das Wort Miselohe, Name eines bergischen Amtes (Amt Miselohe) an der Niederwupper, dürfe in die Überlegungen mit einbezogen werden. Nach dem Grimm’schen Wörterbuch leitet sich mise vom althochdeutschen mios ab, welches im Mitteldeutschen zu mies = Moos und Moor wurde. In Verbindung mit Lohe = Wald ergebe sich die Bedeutung Sumpfwald. Und für eben den Mauspfad als einen Weg durch einen Sumpfwald spräche gleichfalls der Verlauf auf langer Strecke durch ehemalige Feuchtgebiete.
Im Hochmittelalter gab der Mauspfad sogar dem gesamten Landstrich seinen Namen. So hieß es im Jahre 1289: „Musipad, dat is dat lant in dat velt …“. Aus der Bezeichnung Dat lange Velt hat sich in späterer Zeit der Name Langenfeld entwickelt. In vielen Städten entlang des einstigen Mauspfades lassen sich noch heute Straßen- und Wegebezeichnungen mit den Namen Mauspfad oder Mautpfad finden.

## Verlauf
Der Weg kam aus dem Siegburger Land, ging über Troisdorf die Wahner Heide nach Brück, wo er die Brüderstraße kreuzte, und weiter nach Leverkusen-Opladen.
Troisdorf
Aus Siegburg kommend verlief der Weg zunächst – mit Überquerung der Agger – über die Cölnische Hohe Heer- und Geleitstraße (die heutige Bundesstraße 8). Auf der Höhe des heutigen Ursulaplatzes in Troisdorf bog er in Richtung Burg Wissem ab und verlief dann über die Troisdorfer Heide. Der ursprüngliche Verlauf ist von Burg Wissen bis zur Kreisstraße 20 zwischen Forsthaus Telegraph und Spich durch die im 19. Jahrhundert begründeten Anlagen der Zünderfabrik Troisdorf heute nicht mehr nachvollziehbar. Der weitere Verlauf führt auch heute unter der Bezeichnung Mauspfad östlich an Spich vorbei zur Kölner Stadtgrenze in Lind. Er bildet dabei die westliche Begrenzung der Wahner Heide.
Köln
In Köln ist der Mauspfad als moderne Straße erhalten, mit wenigen Ausnahmen unter Verwendung des alten Namens. Von Lind Richtung Rath-Heumar ist der Mauspfad durch die Kasernen in Wahn für einen Kilometer unterbrochen. Südlich von Rath-Heumar verläuft die Straße an Gut Leidenhausen und Schloss Röttgen vorbei. In Brück schneidet der Mauspfad die alte Brüderstraße bzw. die Heidenstraße (heute Bundesstraße 55). Am Weg nach Dellbrück liegt Haus Miehlenforst. In Dellbrück ist der Verlauf unterbrochen. Der letzte Teil des Kölner Mauspfads verläuft als Höhenfelder Mauspfad entlang des Höhenfelder Sees und abschließend als Dünnwalder Mauspfad am Ortszentrum von Dünnwald vorbei. Dort verliert er seinen Namen.
Leverkusen
Der Verlauf durch die heutigen Leverkusener Stadtteile ist nicht mehr erkennbar.
Langenfeld (Rheinland)
Aus Opladen kommend verlief der Mauspfad in Langenfeld über den vorerwähnten Rosendahlsberg am Neuburger Hof, durch Schnepprath hindurch sowie an Köttingen und Kämpe vorbei nach Hausingen. Von dort aus führte er über die heutige Opladener Straße durch die Ortslagen Hagelkreuz und Galkhausen, dann über den Hucklenbruch, durch die Talstraße, und weiter über den Ganspohl und die Richrather Straße nach Richrath, wo sich kurz vor der Stadtgrenze nach Hilden ein Zollhaus befand. Gräberfelder wurden bislang am Rosendahlsberg und am Hagelkreuz sowie in der Nähe des Zollhauses gefunden.
Hilden
Als Hildener Straße von Langenfeld kommend setzte sich der Weg auf dem Gemeindegebiet von Hilden als heutige Richrather Straße (Landesstraße 403) fort. Nahe dem Hildener Zentrum ging er bei der Hagelkreuzstraße, deren Name auf ein Hagelkreuz hindeutet, weiter über die Schulstraße. Mit der Gerresheimer Straße verlief der Mauspfad wieder auf einer heutigen Hauptstraße (Landesstraße 403). An der Anschlussstelle Erkrath der Bundesautobahn 46 verließ er das Stadtgebiet von Hilden.
Entlang der Richrather und Gerresheimer Straße wurden in unmittelbarer Nähe des Mauspfades rund 15 jungsteinzeitliche Fundstellen ausgemacht. Man fand mehr als 20 hallstattzeitliche Gräber mit Tonurnen und Beigefäßen. Weiter entdeckte man zwei Begräbnisstätten aus der römischen Kaiserzeit.
Erkrath
In Erkrath setzte sich der Mauspfad an der Rothenbergstraße in Erkrath-Unterfeldhaus als Landesstraße 404 fort und führte dann als Gerresheimer Landstraße am Haus Unterbach vorbei. Von dort verlief er mutmaßlich mit zwei Zügen nach Hochscheidt und Rathelbeck in Richtung Haus Morp durch ein heute landwirtschaftlich genutztes Gebiet mit einzelnen Waldparzellen. Nordwestlich des Hauses Morp sind am bewaldeten Hang zwischen der Bahnstrecke Düsseldorf-Derendorf–Dortmund Süd und dem Gerresheimer Friedhof noch mehrere parallel verlaufende Hohlwege vorhanden.
Im Gebiet Unterbach/Erkrath fand man mehrere Geräte in der Nähe des Mauspfades, beispielsweise ein bronzezeitliches Lappenbeil und die hallstattzeitliche Bronzegussform eines Tüllenbeiles.
Düsseldorf
Auf dem Stadtgebiet von Düsseldorf setzte sich der Verlauf über die Gerresheimer Höhen bei Düsseldorf-Gerresheim fort. In Gerresheim entdeckte man in der Nähe des Mauspfades sowohl jungsteinzeitliche Beile als auch Gräber der Hallstattzeit und der römischen Kaiserzeit.
Weiter nach Norden führte der Mauspfad über Ratingen, Lintorf und Angermund.
Duisburg
Im Duisburger Süden folgte der Mauspfad ungefähr der heutigen Bundesstraße 8, wich aber gelegentlich mehrere Kilometer von deren Trasse ab. Stationen waren Rahm, Großenbaum und Wedau.
Im weiteren Verlauf führte er nach Duissern und erreichte hier den Hellweg.